# Epiphragma (Epiphragma) circinatum
Epiphragma (Epiphragma) circinatum is een tweevleugelige uit de familie steltmuggen (Limoniidae). De soort komt voor in het Neotropisch gebied.